# Лугальанда

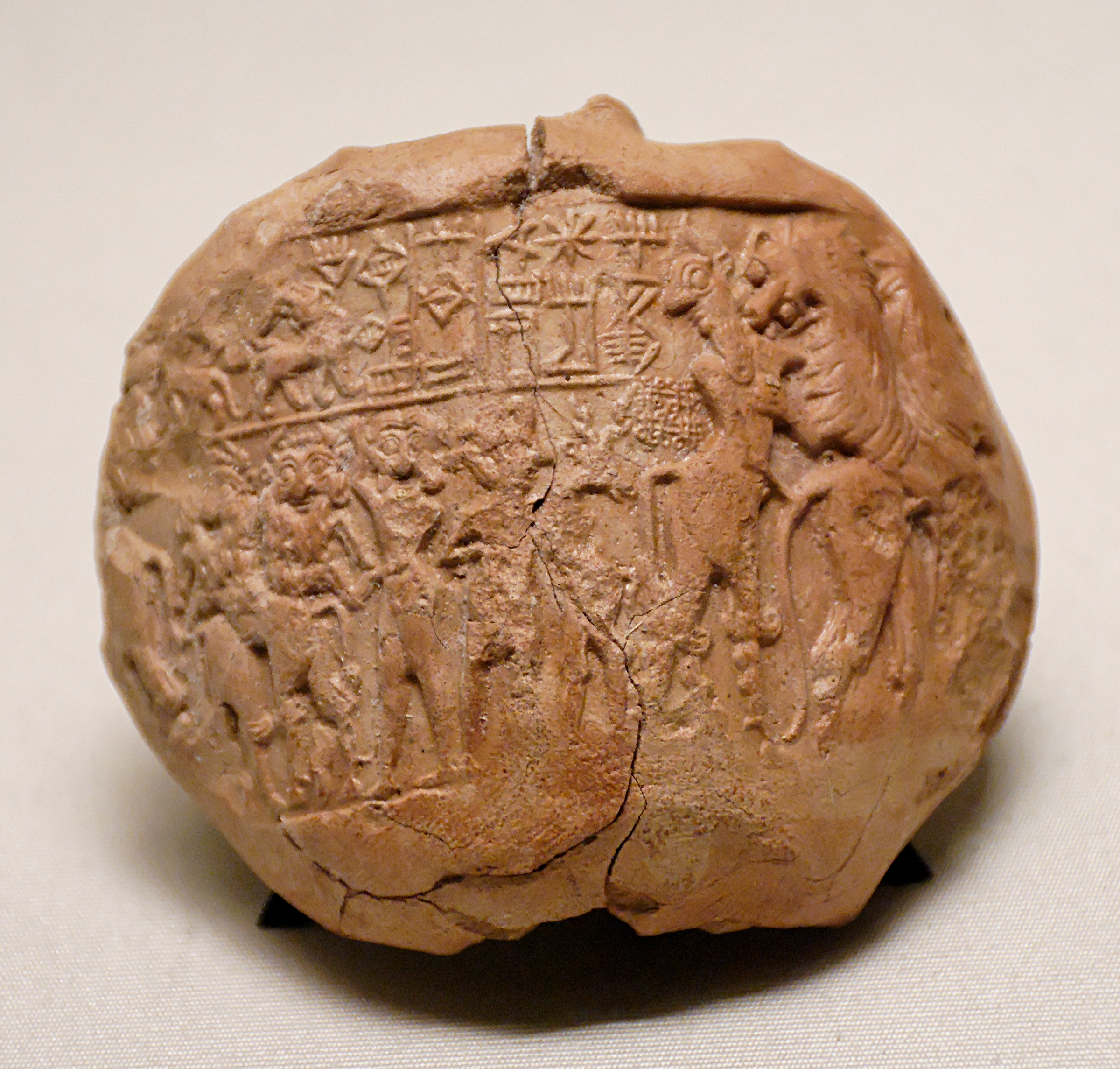
Печатка Лугальанди (Лувр)

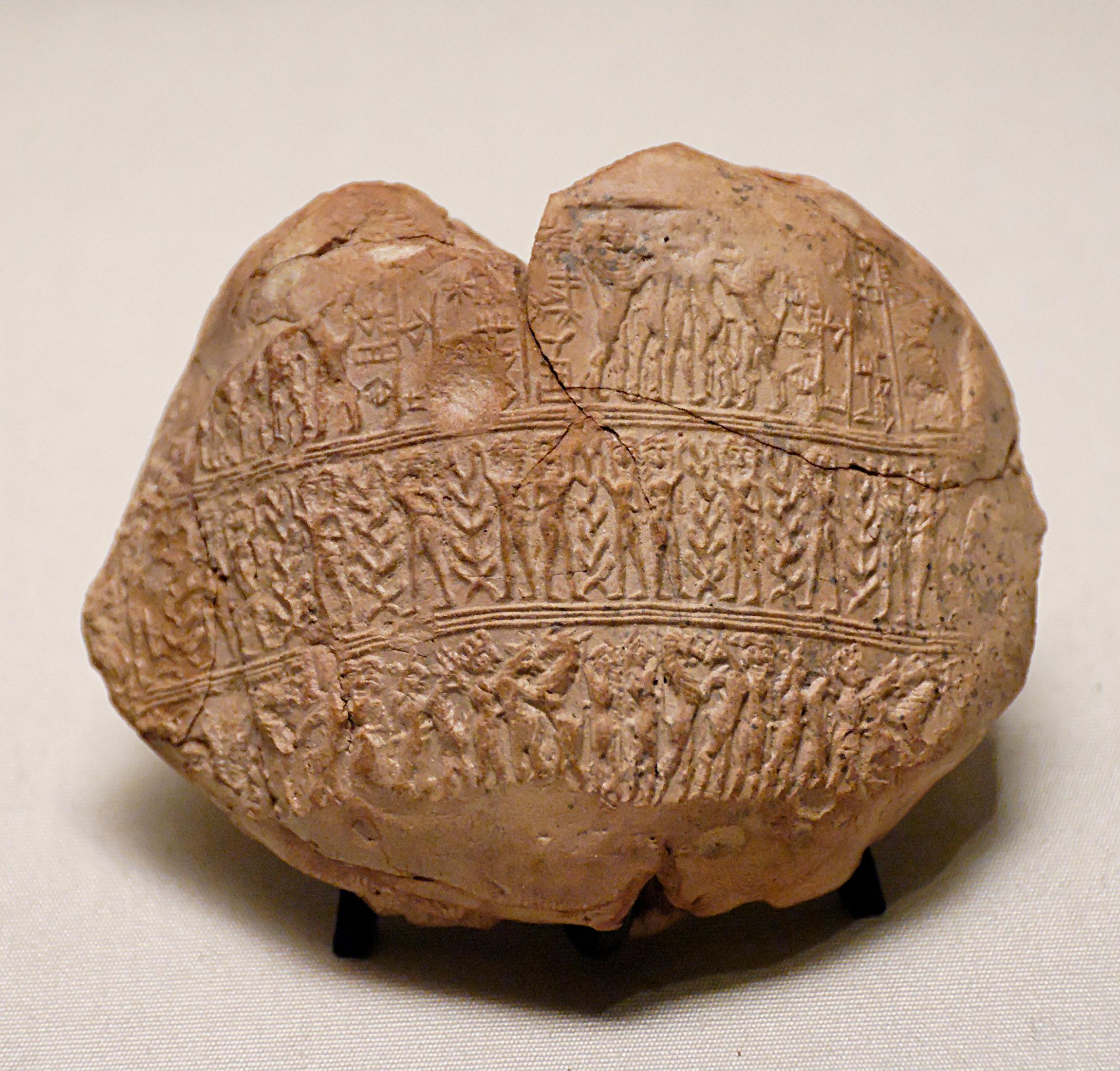
Печатка Барнамтарри (Лувр)

Лугальанда — правитель (енсі) шумерської держави Лагаш, син і наступник Енентарзі. Його правління припадало приблизно на кінець XXIV століття до н. е.
На підставі господарських документів з архіву Лагаша можна сказати, що це був не лише політичний керівник, а й великий землевласник, якому належали великі маєтки, що розкинулися на величезній на ті часи території — 161 га. Більше того, його дружина Баранамтарра мала власний маєток, два з них займали 66 1/3 га. Люди, які працювали на землях Барнамтарри, хоча вони і не були рабами, в документах названі її власністю.
Лугальанда і його енергійна дружина від свого власного імені здійснювали всілякі ділові операції, з великим розмахом укладали торговельні угоди, тоді як раніше все це перебувало у віданні адміністрації храмів. З табличок ми дізнаємося про подарунки, які досить часто отримувала Барнамтарра, про її дружбу та торгові зв'язки з дружиною правителя Адабу.
Продовження політики Енентарзі, що супроводжувалося насильством і грабунками, викликало невдоволення широких мас населення. Опозиційні настрої постійно підживлювало ображене володарем жрецтво. Зрештою, внаслідок перевороту, влаштованого жерцями, Лугальанда був позбавлений влади. Замість нього народними зборами, розширеним за рахунок бідняків і які досягли 36 000 осіб, був обраний свояк скинутого володаря Урукагіна. Одні дослідники стверджують, що після перевороту Лугальанда був убитий, інші — що йому було дозволено дожити залишок днів в одному з храмів. Щодо Баранамтарри відомо, що вона прожила ще 3 роки, протягом яких продовжувала вести свої справи, і що її суспільне становище суттєво не змінилося.
Лугальанда правив 7-9 років.